# Туилаепа Аионо Саилеле Малијелегаои
Туилаепа Саилеле Малијелегаои (енгл. Tuila'epa Sailele Malielegaoi; Лепа, 14. април 1945) самоански је политичар који је на месту премијера од 1998. године.

## Биографија
Малијелегаои је по струци економиста, а образовао се на Универзитету у Окланду где је постао први Самоанац с магистратуром из економије. Политичку каријеру је започео избором у Фоно 1980. године. У влади Тофилау Ети Алесане је служио као министар финансија, а након Алесаниног напуштања дужности је постао премијер.
Малијелегаоијев мандат је обележило кварење односа с Фиџијем чијег је премијера Френка Баинирамаму оптужио за непоштовање демократских стандарда и суседних држава. Баинирамама је, пак, Малијелегаоија оптужио да је агент новозеландске владе.